# (12022) Hilbert
(12022) Hilbert ist ein Asteroid des Hauptgürtels, der am 15. Dezember 1996 vom italoamerikanischen Astronomen Paul G. Comba am Prescott-Observatorium (IAU-Code 684) in Arizona entdeckt wurde.
Der Asteroid wurde am 24. Januar 2000 nach dem deutschen Mathematiker David Hilbert (1862–1943) benannt, der als einer der bedeutendsten Mathematiker der Neuzeit gilt und eine kritische Analyse der Begriffsdefinitionen der Mathematik und des mathematischen Beweises veranlasste.